# Contea di Orangeburg
La contea di Orangeburg (in inglese Orangeburg County) è una contea dello Stato della Carolina del Sud, negli Stati Uniti. La popolazione al censimento del 2000 era di 91 582 abitanti. Il capoluogo di contea è Orangeburg.

## Geografia
La contea si trova al centro dello Stato. Il fiume principale è l'Edisto. Il territorio è prevalentemente pianeggiante.
A Orangeburg hanno sede la South Carolina State University e la Claflin University, un'università storicamente afroamericana.

### Contee confinanti
- Contea di Calhoun - nord
- Contea di Clarendon - nord-est
- Contea di Berkeley - est
- Contea di Dorchester - sud-est
- Contea di Colleton - sud
- Contea di Bamberg - sud
- Contea di Barnwell - sud-ovest
- Contea di Aiken - ovest
- Contea di Lexington - nord-ovest

## Storia
L'area era abitata da nativi di lingua algonchina quando gli europei cominciarono a colonizzarla nel 1670. La contea fu istituita nel 1785 e deve il suo nome a Guglielmo IV di Orange-Nassau.

## Comuni
L'unica city è Orangeburg, il capoluogo.

### Towns
- Bowman
- Branchville
- Cope
- Cordova
- Elloree
- Eutawville
- Holly Hill
- Livingston
- Neeses
- North
- Norway
- Rowesville
- Santee
- Springfield
- Vance
- Woodford

### Census-designated places
- Brookdale
- Edisto
- Wilkinson Heights